# Liste der Kulturdenkmale in Crottendorf

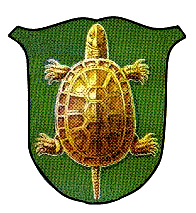
Wappen von Crottendorf

In der Liste der Kulturdenkmale in Crottendorf sind die Kulturdenkmale der sächsischen Gemeinde Crottendorf verzeichnet, die bis September 2017 vom Landesamt für Denkmalpflege Sachsen erfasst wurden (ohne archäologische Kulturdenkmale). Die Anmerkungen sind zu beachten.
Diese Liste ist eine Teilliste der Liste der Kulturdenkmale im Erzgebirgskreis.

## Legende
- Bild: Bild des Kulturdenkmals, ggf. zusätzlich mit einem Link zu weiteren Fotos des Kulturdenkmals im Medienarchiv Wikimedia Commons. Wenn man auf das Kamerasymbol klickt, können Fotos zu Kulturdenkmalen aus dieser Liste hochgeladen werden:
- Bezeichnung: Denkmalgeschützte Objekte und ggf. Bauwerksname des Kulturdenkmals
- Lage: Straßenname und Hausnummer oder Flurstücknummer des Kulturdenkmals. Die Grundsortierung der Liste erfolgt nach dieser Adresse. Der Link (Karte) führt zu verschiedenen Kartendiensten mit der Position des Kulturdenkmals. Fehlt dieser Link, wurden die Koordinaten noch nicht eingetragen. Sind diese bekannt, können sie über ein Tool mit einer Kartenansicht einfach nachgetragen werden. In dieser Kartenansicht sind Kulturdenkmale ohne Koordinaten mit einem roten bzw. orangen Marker dargestellt und können durch Verschieben auf die richtige Position in der Karte mit Koordinaten versehen werden. Kulturdenkmale ohne Bild sind an einem blauen bzw. roten Marker erkennbar.
- Datierung: Baubeginn, Fertigstellung, Datum der Erstnennung oder grobe zeitliche Einordnung entsprechend des Eintrags in der sächsischen Denkmaldatenbank
- Beschreibung: Kurzcharakteristik des Kulturdenkmals entsprechend des Eintrags in der sächsischen Denkmaldatenbank, ggf. ergänzt durch die dort nur selten veröffentlichten Erfassungstexte oder zusätzliche Informationen
- ID: Vom Landesamt für Denkmalpflege Sachsen vergebene, das Kulturdenkmal eindeutig identifizierende Objekt-Nummer. Der Link führt zum PDF-Denkmaldokument des Landesamtes für Denkmalpflege Sachsen. Bei ehemaligen Kulturdenkmalen können die Objektnummern unbekannt sein und deshalb fehlen bzw. die Links von aus der Datenbank entfernten Objektnummern ins Leere führen. Ein ggf. vorhandenes Icon  führt zu den Angaben des Kulturdenkmals bei Wikidata.

## Crottendorf
| Bild                                    | Bezeichnung | Lage                                                                                        | Datierung                   | Beschreibung | ID       |
| --------------------------------------- | --- | ------------------------------------------------------------------------------------------- | --------------------------- | --- | -------- |
| Direkt Bild zu diesem Denkmal hochladen | Wasserwerk | (südlich des Ortes am Waldrand, nahe Oberwiesenthaler Straße 1a, an der Kalkstraße) (Karte) | Bezeichnet mit 1906         | In gotisierender Formensprache, baugeschichtliche und technikgeschichtliche Bedeutung. Spitzbogiger Eingang mit Ätzglasscheibe: „C. Jensen, Freiberg“ und Bezeichnung, eingeschossiger massiver Putzbau, vorkragendes Dach, ebenfalls mit Spitzbögen im Traufgesims. | 08985887 |
| Direkt Bild zu diesem Denkmal hochladen | Straßenbrücke über die Zschopau                                                                                       | Annaberger Straße 51b (bei) (Karte)                                                         | 1918–1920                   | Bruchstein-Bogenbrücke, baugeschichtlich von Bedeutung, mit Wange, zum Teil verputzt. | 08985914 |
| Direkt Bild zu diesem Denkmal hochladen | Zufahrtsbrücke über die Zschopau                                                                                      | Annaberger Straße 159 (bei) (Karte)                                                         | Kern 19. Jahrhundert        | Bruchstein-Bogenbrücke, Zufahrtsbrücke zur Kehrermühle (Unterste Mühle), baugeschichtlich von Bedeutung, einbogig | 08985901 |
| Weitere Bilder                          | Schule und Turnhalle                                                                                                  | Annaberger Straße 202b (Karte)                                                              | 1898                        | Klinkerfassade, Schulgebäude in späthistoristischer Formensprache, desgleichen die Schulturnhalle, bauhistorische und ortsgeschichtliche Bedeutung. - Schule: zweigeschossig, Erdgeschoss Putznutung, Segmentbogenfenster, Gurtgesims, Obergeschoss roter Klinker, profiliertes Traufgesims, Walmdach mit überdimensionalen späteren Ausbauten - Turnhalle: Rundbogenstil, flacher Mittelrisalit dreiecksgegiebelt, Walmdach | 08985930 |
| Weitere Bilder                          | Rathaus (mit rückwärtigem Gebäudeflügel)                                                                              | Annaberger Straße 230c (Karte)                                                              | 1913                        | Grundriss über Eck, zentraler Giebel, mit wertvollen Details im Innern, bauhistorische und ortsgeschichtliche Bedeutung. Dreigeschossiger Putzbau, drittes Geschoss im Bereich des Krüppelwalmdaches, Fenster mit gerundeten Ecken, Sprossung im originalen Sinne, innen zahlreiche Details: Farbglasfenster, Fußböden, Jugendstiltüren.                                                                                     | 08985920 |
|                                         | Gedenkstein für Otto Peuschel                                                                                         | Annaberger Straße 260 (gegenüber) (Karte)                                                   | 1936                        | Zur Erinnerung an den Crottendorfer Heimat- und Mundartdichter Otto Peuschel (1867–1932), ortsgeschichtlich von Bedeutung, Monolith mit vergoldeter Schrift, ca. 60 cm hoch. | 08985915 |
| Direkt Bild zu diesem Denkmal hochladen | Schule | Annaberger Straße 266 (Karte)                                                               | Bezeichnet mit 1877         | Putzbau in zeitgenössischer Formensprache, weitgehend ursprünglich erhalten, bauhistorische und ortsgeschichtliche Bedeutung. Dreistöckiger Putzbau mit flachem gegiebeltem Mittelrisalit, intaktes Wand-Öffnungs-Verhältnis, ohne ursprüngliche Sprossung, Walmdach, zwei Gurtgesimse. | 08985916 |
| Direkt Bild zu diesem Denkmal hochladen | Gemeindesaal der Landeskirchlichen Gemeinschaft                                                                       | August-Bebel-Straße 230d (Karte)                                                            | 1933                        | Putzbau mit Bruchsteinsockel, baugeschichtliche und ortsgeschichtliche Relevanz. Eingeschossiger massiver Bau, originaler Putz verloren, Rundbogenfenster mit neuen Fenstern in alter Teilung, Eingangsbau mit rustikalem Sockel und Segmentbogeneinfassung, Satteldach. | 08985921 |
| Direkt Bild zu diesem Denkmal hochladen | Wohnhaus | August-Bebel-Straße 232b (Karte)                                                            | Um 1900                     | Villenartiges Gebäude mit verzierten Schwebegiebeln, baugeschichtliche Bedeutung. Eingeschossiger massiver Putzbau mit ausgebautem Dachgeschoss, Satteldach mit Überstand, zentraler Giebel, Wand mit einigen Schmuckelementen. | 08985923 |
| Weitere Bilder                          | Empfangsgebäude (Bahnhofstraße 253b), daran angebauter Güterschuppen (Ladestraße 1) und Toilettenhaus eines Bahnhofes | Bahnhofstraße 253b (Karte)                                                                  | 1905 (Bahnhof)              | Eisenbahnhistorische Bedeutung. Empfangsgebäude zweigeschossig, massiv, Obergeschoss verbrettert, teilweise originale Fenstersprossung, angebaut eingeschossige massive Güterexpedition, Dachüberstand. | 08985911 |
| Direkt Bild zu diesem Denkmal hochladen | Straßenbrücke über die Zschopau                                                                                       | Bogenweg 272 (bei) (Karte)                                                                  | 1870                        | Bruchstein-Bogenbrücke, baugeschichtlich von Bedeutung, mit Wange, einbogig | 08985913 |
| Weitere Bilder                          | Kirche mit Ausstattung sowie Kirchhof mit Einfriedung und Torhaus sowie Grabmal Hesse                                 | Dr.-Otto-Nuschke-Straße (Karte)                                                             | 1653–1654, später überformt | Barocke Saalkirche mit Dachreiter, klassizistischer Grabstein Hesse (von 1819), baugeschichtlich, ortsgeschichtlich und ortsbildprägend von Bedeutung. - Saalkirche mit aufwändiger barocker Ausstattung. - Torhaus: mit Inschrift, wahrscheinlich 1930er Jahre. - Grabstein Hesse (gestorben 1819) nahe der Kirche: klassizistische Säulentrommel mit Inschrift, darauf Vase                                                | 08985928 |
| Direkt Bild zu diesem Denkmal hochladen | Kriegerdenkmal für die Gefallenen des Ersten Weltkrieges (mit Treppen und Ehrenhain)                                  | Dr.-Otto-Nuschke-Straße (Karte)                                                             | 1933                        | Auf dem Kirchhof, ortsgeschichtlich von Bedeutung. Martialische Bruchsteinmauer mit beschrifteten Metalltafeln, über der Mauer drei Kreuze, drei mal drei Stufen, Ehrenhain. | 09307424 |
| Direkt Bild zu diesem Denkmal hochladen | Parentationshalle (mit Anbau) nahe am Kirchhof                                                                        | Dr.-Otto-Nuschke-Straße 129c (Karte)                                                        | 1950er Jahre                | Rustikales Sichtmauerwerk, authentisches Zeugnis der Bautätigkeit in der Formensprache der frühen DDR-Zeit, baugeschichtliche Bedeutung. Rustikales Sichtmauerwerk, Segmentbogenfenster in originaler kleinteiliger Sprossung, steiles Satteldach, Schieferdeckung, flacherer lang gestreckter Anbau, Satteldach, Schieferdeckung.                                                                                           | 08985927 |
|                                         | Wohnhaus | Dr.-Otto-Nuschke-Straße 130 (Karte)                                                         | Bezeichnet mit 1793         | Putzbau mit Segmentbogenportal, Besonderheit: Ankerwappen im Schlussstein des Portals, baugeschichtliche Bedeutung. Bruchsteinmauerwerk, Erdgeschoss mit Naturstein-Fenstergewänden, Korbbogenportal mit Schlussstein, innen Kreuzgewölbe, Obergeschoss ebenfalls Bruchstein, aber Fenster mit Ziegeln eingefasst, Satteldach, Schieferdeckung, drei neue stehende Gaupen.                                                   | 08985924 |
| Weitere Bilder                          | Ehemalige Kirchschule                                                                                                 | Dr.-Otto-Nuschke-Straße 134 (Karte)                                                         | Nach 1658                   | Obergeschoss und Giebelseite zweiriegeliges Fachwerk, Korbbogenportal, sehr steiles Dach, bauhistorische und ortsgeschichtliche Bedeutung. Erdgeschoss massiv, Korbbogenportal mit Schlussstein, altes Türblatt verloren, intakte Konstruktion, steiles Satteldach mit altdeutscher Schieferdeckung, bergseitiger Giebel massiv umgebaut.                                                                                    | 08985926 |
| Weitere Bilder                          | Pfarrhaus mit Anbauten                                                                                                | Dr.-Otto-Nuschke-Straße 136 (Karte)                                                         | Um 1750                     | Obergeschoss Fachwerk mit K-Streben und profilierter Schwelle, baugeschichtliche und ortsgeschichtliche Bedeutung, ortsbildprägende Funktion. Erdgeschoss massiv (bergseitiger Giebel auch im Obergeschoss), Sichtfachwerk zweiriegelig, Eckstreben, bemalte Gefache, Satteldach, Schieferdeckung, Seitengebäude zum Teil auch Sichtfachwerk, teils mit guter Verbretterung.                                                 | 08985925 |
| Direkt Bild zu diesem Denkmal hochladen | Wohnhaus einer ehemaligen Gasanstalt                                                                                  | Gasanstaltstraße 171a (Karte)                                                               | Um 1900                     | Klinkerfassade, weitgehend authentisch, von ortsgeschichtlicher Bedeutung. Anderthalbgeschossiger roter Klinkerbau mit segmentbogigen Öffnungen, Deutsches Band trennt optisch Drempelzone ab, flaches Satteldach mit Überstand, zentrales Dachhaus, Fenstersprossung nicht original, über den Fenstern Ornamente aus glasierten Steinen.                                                                                    | 08985902 |
|                                         | Kalkofen | Gerichtsstraße 14 (bei) (Karte)                                                             | 2. Hälfte 19. Jahrhundert   | Technikgeschichtlich von Bedeutung, Bruchstein | 08985904 |
|                                         | Güterschuppen eines ehemaligen Bahnhofes                                                                              | Gerichtsstraße 138z (Karte)                                                                 | Vermutlich 1922             | Rustikales Haustein-Sichtmauerwerk, ortshistorische Relevanz. Rustikales Haustein-Sichtmauerwerk, sehr flaches Satteldach mit großem Überstand (Rampe), originale Fischgrättüren. | 08985906 |
| Direkt Bild zu diesem Denkmal hochladen | Wohnstallhaus und Scheune eines Bauernhofes                                                                           | Glashüttenstraße 33 (Karte)                                                                 | Kern 18. Jahrhundert        | Wohnstallhaus Obergeschoss Fachwerk, bauhistorische und ortsentwicklungsgeschichtliche Bedeutung. Wohnstallhaus: Erdgeschoss stark verändert, nördliche Giebelseite massiv, ansonsten intakte Fachwerkkonstruktion, sehr dicke Balken, Satteldach mit Aufschieblingen. Scheune verbrettert. | 08985909 |
| Direkt Bild zu diesem Denkmal hochladen | Wohnstallhaus und Scheune eines Zweiseithofes                                                                         | Glashüttenstraße 34 (Karte)                                                                 | Um 1800                     | Baugeschichtliche und ortsentwicklungsgeschichtliche Bedeutung. - Wohnstallhaus: Erdgeschoss geglättet, Fenster vergrößert, Obergeschoss zweiriegeliges Fachwerk, Öffnungen teilweise versetzt, aber Konstruktion intakt, Satteldach - Scheune verbrettert | 08985910 |
| Direkt Bild zu diesem Denkmal hochladen | Wohnstallhaus und Scheune eines Bauernhofes                                                                           | Glashüttenstraße 35 (Karte)                                                                 |                             | Wohnstallhaus und Scheune eines Bauernhofes | 08985908 |
| Direkt Bild zu diesem Denkmal hochladen | Fabrikantenvilla und Villengarten (Gartendenkmal)                                                                     | Glashüttenstraße 45b (Karte)                                                                | 1931                        | In zeitgenössischer Formensprache, weitgehend authentisch, bauhistorische und ortsgeschichtliche Bedeutung. Zweigeschossiger massiver Putzbau mit schiefergedecktem Walmdach, viele originale Details, neue Fenster in originaler Sprossung, nur Putz ersetzt. | 08985936 |
| Direkt Bild zu diesem Denkmal hochladen | Fabrikgebäude mit rückwärtigem Saalanbau                                                                              | Glashüttenstraße 48 (Karte)                                                                 | 1930er Jahre                | Im traditionalistischen Stil, weitgehend ursprünglich, daher Seltenheitswert, ortshistorische und baugeschichtlich von Bedeutung. Zweigeschossiger massiver Putzbau mit Satteldach, intaktes Wand-Öffnungs-Verhältnis, teilweise neue „Winter“-Fenster in originaler Teilung, Portal mit Freitreppe (auch Kulturhaus?) und Natursteineinfassung sowie Türblatt original.                                                     | 08985935 |
| Direkt Bild zu diesem Denkmal hochladen | Ehemaliges Wohnstallhaus eines Bauernhofes                                                                            | Güterweg 147 (Karte)                                                                        |                             | Ehemaliges Wohnstallhaus eines Bauernhofes | 08985905 |
| Direkt Bild zu diesem Denkmal hochladen | Wohnhaus | Kleine Kirchgasse 197 (Karte)                                                               | 1838                        | Obergeschoss Fachwerk, Relikt regionaltypischer Holzbauweise, bauhistorische Relevanz. Erdgeschoss massiv, nur Haustürbereich verändert, Obergeschoss-Konstruktion intaktes Wand-Öffnungs-Verhältnis, Satteldach. | 08985929 |
| Weitere Bilder                          | Empfangsgebäude (Bahnhofstraße 253b), daran angebauter Güterschuppen (Ladestraße 1) und Toilettenhaus eines Bahnhofes | Ladestraße 1 (Karte)                                                                        | 1905 (Bahnhof)              | Eisenbahnhistorische Bedeutung. Empfangsgebäude zweigeschossig, massiv, Obergeschoss verbrettert, teilweise originale Fenstersprossung, angebaut eingeschossige massive Güterexpedition, Dachüberstand. | 08985911 |
| Direkt Bild zu diesem Denkmal hochladen | Wohnstallhaus eines Bauernhofes                                                                                       | Niederer Wiesenweg 81 (Karte)                                                               | 1. Hälfte 19. Jahrhundert   | Obergeschoss Fachwerk, mit erhaltenen regionaltypischen Details, baugeschichtlich von Bedeutung. Erdgeschoss massiv Bruchstein, Fachwerkbereich mit originalen Fenstergrößen, Giebel zur Talseite massiv, Winterfenster. | 08985918 |
| Direkt Bild zu diesem Denkmal hochladen | Wohnhaus | Oberwiesenthaler Straße 22f (Karte)                                                         | 1907–1908                   | Einflüsse des Heimatstils, weitgehend ursprünglich, baugeschichtlich von Bedeutung. Eingeschossiger massiver Putzbau mit ausgebautem Geschoss im Krüppelmansard-Dachbereich, Giebel mit Fachwerk und Verbretterung, Schieferdeckung, originale Fensterteilung verloren, aber Klappläden zum Teil erhalten, Bauherr war der Förster A. Hauptmann.                                                                             | 08985888 |
| Direkt Bild zu diesem Denkmal hochladen | Wohnstallhaus (Umgebinde) eines Bauernhofes                                                                           | Schillerstraße 87 (Karte)                                                                   | 1661 nachrichtlich erwähnt  | Obergeschoss Fachwerk, einziges Gebäude mit Umgebindekonstruktion im Ort, daher Seltenheitswert, besondere baugeschichtliche Bedeutung. Erdgeschoss massiv, Blockstube vermutlich verloren, Umgebinde links 2/2 Joche, Kopfbänder, Schwelle profiliert, Fachwerkkonstruktion intakt, alte Kastenfenster, zweiriegelig, steiles Satteldach mit Aufschieblingen, Giebel verbrettert.                                           | 08985919 |
| Weitere Bilder                          | Methodistenkirche | Uferweg 235 (Karte)                                                                         | Bezeichnet mit 1907         | Putzbau mit kräftigem Dachreiter, in der heterogenen Formensprache des Reformstils um 1910, baugeschichtlich und ortsgeschichtlich von Bedeutung. Zweigeschossiger massiver Putzbau, neobarocke Elemente, steiles Mansarddach mit Reiter. | 08985922 |

## Walthersdorf
| Bild                                    | Bezeichnung | Lage                         | Datierung                                  | Beschreibung | ID       |
| --------------------------------------- | --- | ---------------------------- | ------------------------------------------ | --- | -------- |
| Weitere Bilder                          | Wohnhaus einer ehemaligen Werkssiedlung | Adlerweg 153 (Karte)         | 1908–1912                                  | Reformstil mit Anklängen an Heimatstil, mit aufwändigem Fachwerk-Obergeschoss (Stehender-Mann-Konstruktion und Andreaskreuze), Bestandteil der sogenannten Adlerkolonie, Werkssiedlung der Holzwarenfabrik Georg Adler, ortsgeschichtliche und baugeschichtliche Bedeutung. Erdgeschoss massiv, Fachwerk-Obergeschoss zum Teil Sichtfachwerk, zum Teil verkleidet, steile Satteldächer, Aufschieblinge.                                                                          | 08985893 |
| Weitere Bilder                          | Wohnhaus einer ehemaligen Werkssiedlung | Adlerweg 155 (Karte)         | 1908–1912                                  | Reformstil mit Anklängen an Heimatstil, Bestandteil der sogenannten Adlerkolonie, Werkssiedlung der Holzwarenfabrik Georg Adler, ortsgeschichtliche und baugeschichtliche Bedeutung. Erdgeschoss massiv, Obergeschoss und Giebel Fachwerk, Giebel mit Andreaskreuzen, Satteldach, über den Ausbau mansardartig herüber gezogen. | 08985934 |
| Weitere Bilder                          | Wohnhaus einer ehemaligen Werkssiedlung | Adlerweg 157 (Karte)         | 1908–1912                                  | Reformstil mit Anklängen an Heimatstil, Bestandteil der sogenannten Adlerkolonie, Werkssiedlung der Holzwarenfabrik Georg Adler, ortsgeschichtliche und baugeschichtliche Bedeutung. Erdgeschoss massiv, verbretterte Eingangszone, zwei Seitenrisalite mit Fachwerkobergeschoss, ganzes Obergeschoss Fachwerk. | 08985933 |
| Weitere Bilder                          | Wohnhaus einer ehemaligen Werkssiedlung | Adlerweg 159 (Karte)         | 1908–1912                                  | Reformstil mit Anklängen an Heimatstil, Bestandteil der sogenannten Adlerkolonie, Werkssiedlung der Holzwarenfabrik Georg Adler, ortsgeschichtliche und baugeschichtliche Bedeutung. Massiv, Fachwerk-Drempelzone, Krüppelmansarddach mit Ausbau. | 08985932 |
| Weitere Bilder                          | Wohnhaus einer ehemaligen Werkssiedlung und Waschhaus (bei Nr. 153)                                                                                            | Adlerweg 161 (Karte)         | 1908–1912                                  | Reformstil mit Anklängen an Heimatstil, ländliche Fachwerkbauweise zitierend (mit Stehender-Mann-Konstruktion und Andreaskreuzen), Bestandteil der sogenannten Adlerkolonie, Werkssiedlung der Holzwarenfabrik Georg Adler, Waschhaus der Siedlung ebenfalls Holzbauweise, ortsgeschichtliche und baugeschichtliche Bedeutung. Erdgeschoss massiv, Fachwerkkörbe Obergeschoss vorstehend, Kreuzgrundriss, die „Adlersiedlung“ war Werkssiedlung des Adler-Möbelwerkes unterhalb. | 08985892 |
|                                         | Methodistenkirche | Alte Dorfstraße 18 (Karte)   | 1927–1928, bezeichnet mit 1928             | Zeitgenössischer Spitzbogenstil, dominanter Dachreiter, von baugeschichtlicher Bedeutung. | 08985895 |
| Direkt Bild zu diesem Denkmal hochladen | Ehemaliges Wohnstallhaus eines Bauernhofes | Alte Dorfstraße 66 (Karte)   | Kern 18. Jahrhundert, womöglich noch älter | Obergeschoss Fachwerk, ältere Generation, regionaltypischer Holzbauweise, von baugeschichtlicher Bedeutung. Zwei Seiten Sichtfachwerk, Erdgeschoss und eine Giebelseite massiv (stark verändert), gedrungene Kubatur, Fachwerkteil mit intaktem Wand-Öffnungs-Verhältnis, Satteldach, Giebelverbretterung, profilierte Schwelle. | 08985897 |
| Direkt Bild zu diesem Denkmal hochladen | Friedhof Walthersdorf (Sachgesamtheit) | Güterweg (Karte)             | 1927 (Parentationshalle)                   | Sachgesamtheit Friedhof Walthersdorf, mit folgenden Einzeldenkmalen: Friedhofstor und Aussegnungshalle (siehe Einzeldenkmalliste – Obj. 08985571) und Friedhofsanlage (Gartendenkmal); Parentationshalle Putzbau mit kräftigem Dachreiter (Glockenturm), ortsgeschichtliche Bedeutung. | 09305297 |
| Direkt Bild zu diesem Denkmal hochladen | Friedhofstor und Aussegnungshalle (Einzeldenkmale zu ID-Nr. 09305297)                                                                                          | Güterweg (Karte)             | 1927 (Parentationshalle)                   | Einzeldenkmale der Sachgesamtheit Friedhof Walthersdorf (siehe auch Sachgesamtheitsliste – Obj. 09305297); Parentationshalle Putzbau mit kräftigem Dachreiter (Glockenturm), ortsgeschichtliche Bedeutung. Kapelle eingeschossig mit Walmdach und Glockenturm; Laubengang mit 5-(spitz-)bogiger Arkatur bildet den Eingangsbereich; Rundbogentor „überdacht“, mit Kämpfer. Kriegerdenkmal Erster Weltkrieg 1944 erbaut und vor 2012 abgerissen.                                  | 08985571 |
| Direkt Bild zu diesem Denkmal hochladen | Neubauernhaus | Hauptstraße 2 (Karte)        | Wohl 1947                                  | Im weitgehend ursprünglichen Zustand von Seltenheitswert, baugeschichtlich und sozialgeschichtlich von Bedeutung. Eingeschossiger langgezogener Bau, Rustikalmauerwerk, integrierter Scheunenteil, Hechtgaupe. | 09305881 |
| Weitere Bilder                          | Ehemalige Schule, später Rathaus | Hauptstraße 70 (Karte)       | Bezeichnet mit 1905                        | Als Schule erbaut, später Gemeindeamtsgebäude, Putzbau mit Dachreiter, im Heimatstil, baugeschichtliche und ortsgeschichtliche Bedeutung. Zweigeschossiger massiver Putzbau mit steilem Walmdach, darauf Dachreiter mit Wetterfahne (bezeichnet 1905), „Anbau“ eingeschossig, massiv, mit tief herunter gezogenem Krüppelwalmdach, Schieferdeckung. | 08985899 |
| Direkt Bild zu diesem Denkmal hochladen | Zufahrtsbrücke über die Zschopau | Hauptstraße 79 (vor) (Karte) | 19. Jahrhundert                            | Bruchstein-Bogenbrücke, baugeschichtlich von Bedeutung, verputzt | 08985896 |
| Direkt Bild zu diesem Denkmal hochladen | Wohnstallhaus und Seitengebäude-Anbau eines Bauernhofes | Hauptstraße 84 (Karte)       | Im Kern vor 1700                           | Wohnstallhaus vermutlich sehr alt, der Anbau in reichem Zierfachwerk um 1900 in fränkischen Fachwerkformen, Anwesen von baugeschichtlicher Bedeutung. - Wohnstallhaus: Erdgeschoss massiv, lang gestreckter Fachwerkkorb im Obergeschoss, originales Wand-Öffnungs-Verhältnis, steiles Satteldach mit Aufschieblingen, Verbretterung. - Anbau: Erdgeschoss massiv, Putz, darüber „fränkisches“ Fachwerk (bereits „Zitat“ der Zeit um 1900)                                       | 08985894 |
| Direkt Bild zu diesem Denkmal hochladen | Wohnhaus | Hauptstraße 103 (Karte)      | Um 1850                                    | Obergeschoss Fachwerk, Konstruktion erhalten, Strukturbestandteil der Ortskernbebauung, baugeschichtlich von Bedeutung. Erdgeschoss massiv, leicht verändert, Obergeschoss mit intaktem Wand-Öffnungs-Verhältnis, Krüppelwalmdach. | 08985898 |
| Direkt Bild zu diesem Denkmal hochladen | Wohnhaus | Hauptstraße 118 (Karte)      | Um 1900                                    | Zeittypische Klinkerfassade, mit einigem Ornament, weitgehend ursprünglich, baugeschichtliche Bedeutung. Anderthalbgeschossiger gelber Klinkerbau mit grünen Klinkern ornamental abgesetzt, weitgehend ursprüngliches Wand-Öffnungs-Verhältnis, keine Fenstersprossung mehr, Haustür zugesetzt, zentraler gegiebelter Dacherker, Satteldach mit leichtem Überstand. | 08985890 |
| Weitere Bilder                          | Empfangsgebäude eines Bahnhofes (mit angebautem Güterschuppen) und zwei weitere Nebengebäude (in einem eine alte Hebelbank), sowie Schranke mit Handbetätigung | Hauptstraße 132 (Karte)      | 1889 (Empfangsgebäude)                     | Zeittypische Putzbauten, hochgradig ursprünglich erhalten bzw. wiederhergestellt, technikhistorische und ortsgeschichtliche Bedeutung. Zweigeschossiger massiver Putzbau mit Putzgliederung, originale Kreuzstockfenster, flaches Satteldach mit Überstand, Eingangshäuschen, im verbretterten Gebäude der Hebelbank auch ursprünglich Fernsprecher, Expedition und weiteres Seitengebäude ebenfalls Putzbauten im gleichen Stil.                                                | 08985891 |